# Tridesetorica tirana
Tridesetorica tirana naziv je za oligarhijsku skupinu koja je došla na vlast u antičkoj Ateni nakon atenskog poraza u peloponeskom ratu 404. pr. Kr. Vodeći članovi ove oligarhijske grupe bili su Teramen i Kritija, od kojih je ovaj drugi bio Platonov ujak i Sokratov prijatelj, i čiji se lik pojavljuje u Platonovim dijalozima Harmid i Protagora (Kritijin lik u dijalozima Timaj i Kritija vjerojatno nije identičan s ovim Kritijom, već s njegovim istoimenim djedom).

## Uvođenje oligarhije
Nakon duge opsade, Atena se konačno predala spartanskom vojskovođi Lisandru i prihvatila vrlo oštre uvjete mira, koji su uključivali likvidiranje Atenskog pomorskog saveza, rušenje Dugih bedema i bedema Pireja, predaju cijele flote osim dvanaest stražarskih brodova, priključenje Atene u red lakedemonskih saveznika uz potpuno pokoravanje njihovoj hegemoniji i uz obavezu da će imati iste saveznike i neprijatelje kao i Sparta, te povratak svih prognanika u Atenu. Nakon uvajanja ovih uvjeta, u ožujku 404. pr. Kr. Lisandar je uplovio u Pirej. Prognanici–aristokrati bili su vraćeni, a Dugi bedemi porušeni.
Odmah nakon ove pobjede Lisandar se sa svojom flotom uputio na Samos da bi uništio tamošnju demokraciju, posljednje uporište demokracije u Heladi. Smatrao je, međutim, da mora doći u Atenu na dan kada je zasjedala narodna skupština, i tu je, prema atenskom govorniku Liziji, podržao prijedlog Teramena, vođe atenske aristokracije, "da se uprava gradom povjeri tridesetorici vođa". Novu vladu podržavale su iste oligarhijske grupacije koje su ranije izvele i oligarhijski prevrat 411. godine pr. Kr. Bili su to ekstremni oligarsi koji su se oslanjali na heterije i prognanike – povratnike iz Sparte, ali bilo je također i umjerenih oligarha na čelu s Teramenom. U grupi Tridesetorice većina je pripadala ekstremnim oligarsima, na čijem je čelu bio Kritija. Biografija Kritije je karakteristična za oligarhe tog vremena. Po podrijetlu pripadao je kraljevskom rodu Kodrida, zajedno s Alkibijadom bio je optužen za skvrnavljenje herma, Sokratov je učenik. Na njegovu inicijativu sjemenjen je Frinih s dužnosti stratega (411. pr. Kr.) i vraćen je Alkibijad. Na prijedlog Kleofonta, tadašnjeg vođe demokracije, Kritija je bio prognan (407. pr. Kr.) i otada je postao najnepomirljiviji od svih oligarha. Široki slojevi demosa, osjećajući nemogućnost otpora, klonili su se politike, a najistaknutiji privrženici demokracije emigrirali su u susjedne polise, između ostalog u Tebu. Na njihovom je čelu bio Trazibul.
Vijeće Tridesetorice sačinjavalo je deset građana koje je kandidirao Teramen, zatim deset drugih koje su istakle ekstremne oligarhijske heterije i deset koje je izabrao Lisandar. Većinu među Tridesetoricom činile su pristalice ekstremne oligarhije. "Na čelu izvršenog prevrata", kaže Platon, "stajao je 51 upravljač: 11 u gradu, 10 u Pireju – svaki od tih kolegija upravljao je agorom i svim čime se moglo upravljati (u oba grada), dok su tridesetorica kao vlastodršci upravljali svime". Desetorica u Pireju je svakako predstavljala uobičajenu oligarhijsku dekarhiju, prema uzoru oligarhijskih vlada kakve je organizirao Lisandar. Jedanaestorica u Ateni predstavljala je komisiju koja je prema Periklovom ustavu vodila brigu o izdržavanju zatvorskih kazni, o izvršenju kazni nad osuđenicima i o predaji zapljenjene imovine državnoj blagajni. Za vrijeme vlade Tridesetorice u djelokrug ove komisije pored ostalog ulazila je i obveza vođenja nadzora nad trgom, središtem društvenog života polisa. Osim toga, Aristotel spominje 300 "batinaša", koji su bili izvršni aparat Tridesetorice.
Tridesetorica je u početku pokušala sebi stvoriti konkretni oslonac. Imenovali su 500 osoba za članove Vijeća i još toliko na razne druge državne dužnosti. Pored vijeća, 2.000 građana sudjelovalo je u radu sudova. Prema Kritijinom planu, ovih 3.000 građana trebalo je dobiti sva politička prava. Popis tih 3.000 građana nije bio objavljen, a narodna skupština čak ni u tom ograničenom sastavu nijednom nije bila sazvana za sve vrijeme vladavine Tridesetorice.
Osnovni način upravljanja ostao je ipak masovni teror nad demokratima. Za osam mjeseci svoje vladavine Tridesetorica su dala pogubiti najmanje 1.500 ljudi. Donesen je zakon da svaki od Tridesetorice može po svjoj volji uhititi jednog meteka i njegovu imovinu prisvojiti za sebe. Žrtve tirana bili su i atenski građani. Na Kritijinu inicijativu donijet je i zakon o oduzimanju sudskih garancija svim građanima osim "Tri tisuće", pa je svaki građanin mogao biti ubijen bez odluke suda. Kao posljedica rasta nezadovoljstva demosa (osim "Tri tisuće"), donijet je zakon o oduzimanju oružja, a osim toga u Atenu je pozvana oružana skupina koji se sastojala od 700 Spartanaca, plaćenika Tridesetorice.

## Obnova demokracije
Tiranija se, međutim, ubrzano raspadala. U jesen 404. pr. Kr. umjereni oligarh Teramen, u strahu od ustanka građana, prešao je u oporbu Kritiji. Tražio je da se izradi novi ustav po uzoru vladavine Pet tisuća 411. pr. Kr., nadajući se da bi vlast iz ruku ekstremnih oligarha mogla prijeći u ruke njegovih pristalica, umjerenih oligarha. Oprbeni stav Teramena donio mu je smrt. Da bi se očuvala forma, Teramen je prije pogubljenja odlukom Tridesetorice obrisan s popisa "Tri tisuće", te se tada teror proširio ne samo na demokrate već i na umjerene oligarhe.
Bivši strateg Trazibul koji se nalazio u emigraciji u Tebi, skupio je odred od 70 prognanika i osvojio Filu, utvrđeno mjesto u blizini Dekeleje. Ta je akcija alarmirala tirane, te su oni krenuli protiv Trazibula sa svih svojih 3.000 hoplita. Odbijeni kod filske utvrde, vratili su svoju vojsku u Atenu, a protiv ustanika uputili su spartanski odred. Trazibulove snage su u međuvremenu već bile narasle na 700 ljudi. Iznenadnim napadom na Spartance Trazibul im je zadao velike gubitke i krenuo je na Pirej. Dolaskom novih dragovoljaca njegove su postrojbe već dosegle 1.000 ljudi. Brzo napredovanje ustanika i masovan prijelaz običnih građana na njihovu stranu jasno su ukazali na nestabilnost tiranije. Oligarsi su stoga odlučili pobrinuti za odstupnicu prije nego bude kasno: popisali su sve stanovnike Eleusine, a zatim su sve njih uhitili i pogubili s ciljem da se mogu skloniti i utvrditi u Eleusini.
U međuvremenu Trazibulov je odred stigao u Pirej, gdje mu se priključilo mnoštvo stanovnika, među kojima je bilo meteka, pa čak i robova. Nakon što su tirani izveli u borbu sve svoje snage (3.000 hoplita, spartanski garnizon i konjanike), pokazalo se da imaju pet puta više hoplita nego što je imao Trazibul. Ustanici su iza hoplita vodili "postrojene peltaste i lako naoružane vojnike, a iza njih bacače kamenja. Oni su bili mnogobrojni, jer su dolazili iz samog Pireja" (Ksenofont).
U odlučnoj bitci kod Munihija vojska "Tri tisuće" ponovo je poražena. U toj je bitci poginuo i vođa tirana, Kritija. Ekstremni oligarsi su povuklii u Eleusinu, umjereni oligarsi izabrali su sebi novo vodstvo od deset ljudi, dok su se demokrati učvrstili u Pireju. Kao najjača pokazala se pirejska grupa, koja je težila potpunoj obnovi demokracije. I atenski i eleuzinski oligarsi zatražili su pomoć od Sparte. Lisandar je ponovo krenuo na Pirej i opkolio ga s kopna i s mora. Međutim, efori i kralj Pauzanija bojali su se pretjeranog jačanja Lisandra, zato je u Atiku krenuo i sam Pausanija.
U to je vrijeme "na stranu građana koji su držali Pirej i Munihiju prešao sav narod i ova je grupa počela pobjeđivati u ratu" (Aristotel). U samoj Ateni došlo je do novog prevrata i na vlasti su došli umjereni oligarsi koji su se zalagali za sporazum s pirejskim demokratima. Pošto ni jedna strana nije pokazivala neprijateljstvo prema Spartancima, Pauzanija je predložio primirje po sljedećim uvjetima: da obje strane prekinu ratnim operacije, da svi dobiju natrag svu svoju imovinu (s izuzetkom Tridesetorice tirana, dekarha Pireja i Jedanaestorice), da oligarsi ostanu na vlasti u Eleusini, a tko želi može se odseliti njima, te da za sve političke prijestupe učinjene ranije bude proglašena amnestija. Odmah po sklapanju ovog ugovora Pirej i Atena sjedinili su se u jednu zajednicu. Eleuzinski oligarsi ipak su se spremali za rat i zato su angažirali plaćenike. Ali 401. pr. Kr. ubijeni su stratezi Eleuzinjana, a obični oligarsi vratili su se u Atenu, gdje je još ranije (403. pr. Kr.) u potpunosti bio obnovljen demokratski ustav.